# Leopold Dirtl
Leopold Johann Dirtl (* 17. Dezember 1890 in Wien; † 5. April 1948 ebenda) war ein österreichischer Motorradrennfahrer.

## Familie
Leopold Dirtl wurde am 17. Dezember 1890 im 11. Wiener Gemeindebezirk Simmering als ältestes von neun Kindern des Ziergärtners Leopold Dirtl senior (1867–1944) und dessen Ehefrau Marie, geborene Reinhart, (1870–1947) geboren. Er hatte fünf Brüder und drei Schwestern, darunter Risa Dirtl (1902–1989), Solotänzerin an der Wiener Staatsoper.
Er heiratete am 15. Juni 1920 in Wien-Rudolfsheim Anna „Anny“, geborene Drössler, (1895–1969) und hatte mit ihr zwei Söhne: Leopold Walter Robert (1922–2012) und Friedrich „Fritz“ (1928–1956). Beide waren ebenfalls Bahnrennfahrer; Leopold Walter Robert war Mitglied im Göls-„Gelsenteam“, Fritz kam bei einem Bahnrennen in Oberhausen ums Leben.
Leopold Dirtl, der ein Kaffeehaus besaß, kam am 5. April 1948 bei einem Verkehrsunfall in Wien ums Leben. Er stieß, auf einem Motorrad fahrend, im 9. Wiener Gemeindebezirk Alsergrund an der Ecke Liechtensteinstraße-Thurygasse mit einem Motordreirad zusammen und erlitt dabei schwere Verletzungen, denen er unmittelbar nach dem Unglück erlag. Seine Maschine war bei dem Zusammenstoß in Brand geraten.

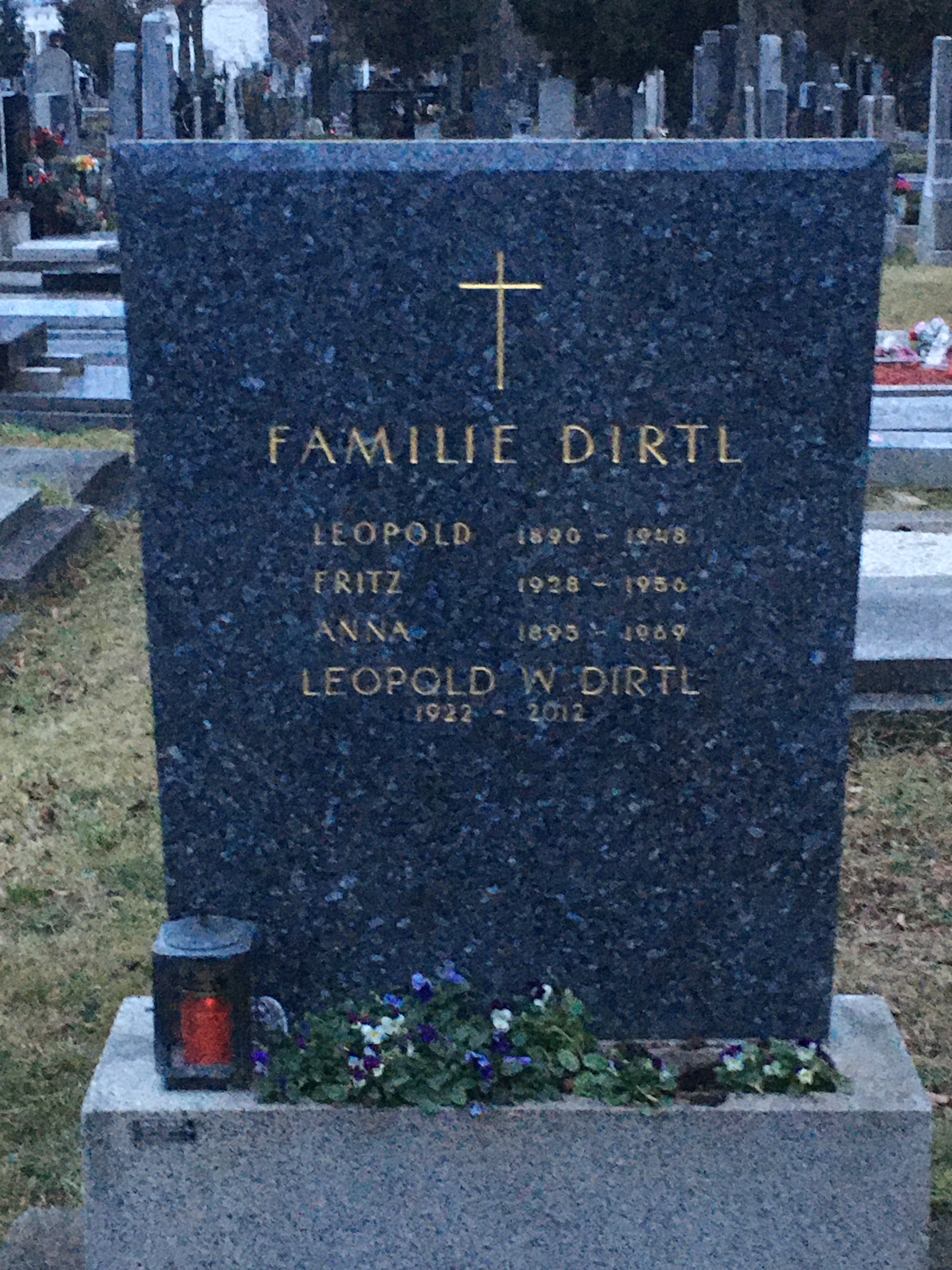
Grab der Familie Dirtl auf dem Wiener Zentralfriedhof

Er liegt zusammen mit seiner Ehefrau und seinen Söhnen auf dem Wiener Zentralfriedhof, Gruppe 12C, Reihe 3, Nummer 26 begraben.

## Werdegang
Leopold Dirtl war in den 1920er-Jahren einer der erfolgreichsten österreichischen Motorradrennfahrer und gehörte zu den Pionieren des österreichischen Bahnsports. Er bestritt neben Bahnrennen auch Straßen- und Bergrennen und gewann die wesentlichen österreichischen Bahnrennen der 1920er-Jahre mindestens einmal. Er siegte mehrmals in der Wiener Krieau und am Semmering und hielt unter anderem Bergrekorde am Riederberg, der Grazer Ries und beim Ecce Homo in den Ostsudeten.